# Скупштина у Тополи
Скупштина у Тополии је одржана 17. јула 1812.

## Скупштина о Букурешком миру
Рат Русије и Турске, у коме су узели активног учешћа и Срби, закључен је Букурешким уговором о миру у коме се један став односи и на Србију. Срби нису били задовољни тим уговором о миру. Да би се донела одлука шта да се даље ради, Карађорђе је сазвао скупштину у Тополи, и она је одржана 17. јула 1812 године у присуству великог броја народних првака. Тој скупштини саопштен је став Букурешког уговора о миру који се односио на Србију, па је после тога закључено:
- 1 да ce, после толико ратовања, не може извршити одредба Букурешког мира о предаји освојених градова Турцима;
- 2 да се не може примити ни одредба тога уговора да се Срби са Турском сами погоде, јер се та одредба не може извршити;
- 3 да се пристане да се Турској плаћа данак одсеком, али да се не може пристати да Срби и Турци заједно живе;
- 4 да се тражи да руска војска и даље остане у Србији, и да руска влада пошаље помоћ у муницији;
- 5 да се у руски главни стан пошаље попечитељ унутрашњих дела Јаков Ненадовић, као народни пуномоћник који ће ове закључке саопштити Русима.